# Diedrich Diederichsen (Theaterwissenschaftler)
Diedrich Diederichsen (* 6. Juli 1921 in Hamburg; † 4. Dezember 2009 ebenda) war ein deutscher Theaterwissenschaftler.

## Leben
Diederichsen studierte Literatur- und Theaterwissenschaft, Philosophie und Psychologie an der Universität Hamburg. 1952 wurde er dort zum Dr. phil. promoviert mit einer Schrift über Shakespeare und das deutsche Märchendrama. Ab 1953 lehrte er als Dozent Theaterwissenschaft an der Universität Hamburg. Von 1953 bis 1986 war er Leiter der Theatersammlung der Freien und Hansestadt Hamburg.
Diederichsen publizierte über Hamburger Theatergeschichte und schrieb unter anderem in Kürschners biographischem Theater-Handbuch.
Seine Söhne sind der Kulturwissenschaftler Diedrich Diederichsen und der Journalist und Musiker Detlef Diederichsen.

## Veröffentlichungen (Auswahl)
- Shakespeare und das deutsche Märchendrama, Hamburg 1952. (Dissertation)
- mit Bärbel Rudin (Hrsg.): Lessing im Spiegel der Theaterkritik, 1945–1979. Gesellschaft für Theatergeschichte, Berlin 1980.
- Das Hamburger Thalia-Theater: zum 140. Geburtstag am 9. November 1983. Hamburg. Landesbank, Hamburg 1983.
- Hamburger Theatergeschichte im Spiegel von Theaterzetteln und Plakaten. Grafik Design Studio, Hamburg 1988.
- Berend, Alice. In: Neue Deutsche Biographie. Band 2, 1955, S. 69.
- Bleibtreu, Carl. In: Neue Deutsche Biographie. Band 2, 1955, S. 298.